# Mesoparapylocheles michaeljacksoni
Mesoparapylocheles michaeljacksoni (лат.) — вид вымерших десятиногих раков из надсемейства раков-отшельников (Paguroidea), единственный в составе рода Mesoparapylocheles и названный в честь американского певца Майкла Джексона. Меловой период Испании.

## Описание
Мелкие ракообразные размером около 6 мм. Останки были обнаружены в меловых отложениях Испании (в карьере известняка у города Оласагутиа, провинция Наварра, север Испании), возраст которых оценивается примерно в 100 млн лет (альб — сеноман). Вид был выделен в новое семейство Parapylochelidae. Поскольку находка голотипа была совершена 25 июня 2009 года, в день смерти Майкла Джексона, то и видовое название авторы открытия дали в честь знаменитого певца. Описание сделали палеонтологи Рене Фрайе (нидерл. René H.B. Fraaije, Oertijdmuseum De Groene Poort,  Boxtel, Нидерланды), Адъёл Кломпмейкер (англ. Adiël A. Klompmaker, Department of Geology, Kent State University, Кент, Огайо, США) и Педро Артал (исп. Pedro Artal, Museo Geológico del Seminario de Barcelona, Барселона, Испания).